# Extrusion d'un plastique
 (octobre 2023).
Si vous disposez d'ouvrages ou d'articles de référence ou si vous connaissez des sites web de qualité traitant du thème abordé ici, merci de compléter l'article en donnant les références utiles à sa vérifiabilité et en les liant à la section « Notes et références ».

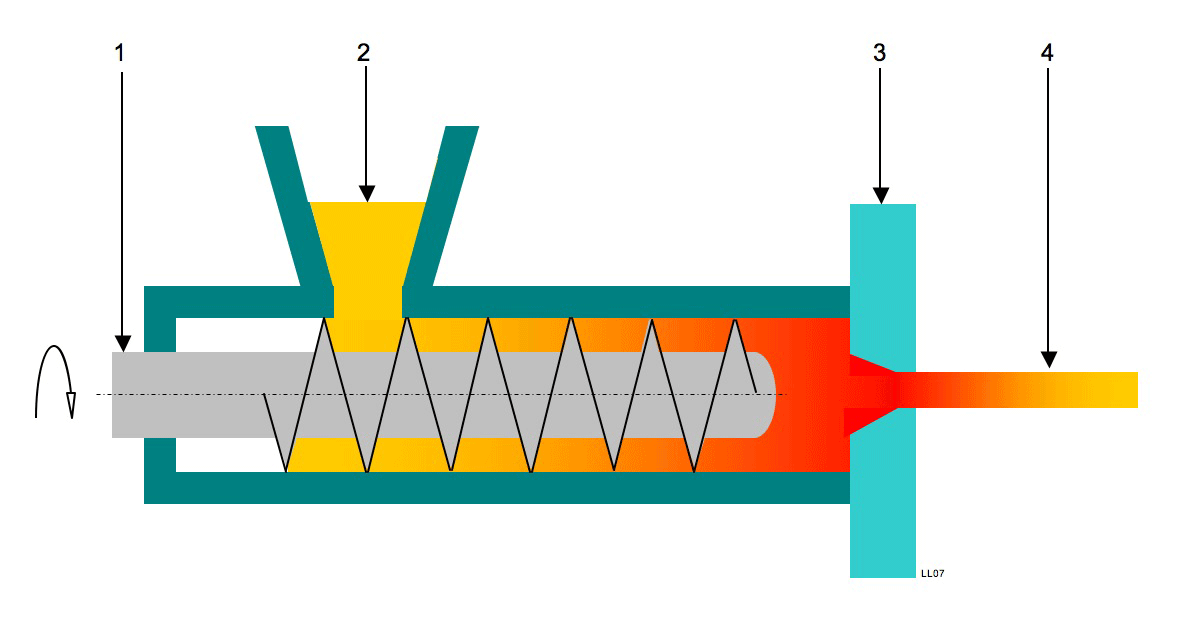
Schéma d’une extrudeuse montrant la vis sans fin (1) dans le fourreau chauffant et l’extrudat encore fluide (4) sortant de la filière de la tête d’extrusion (3).

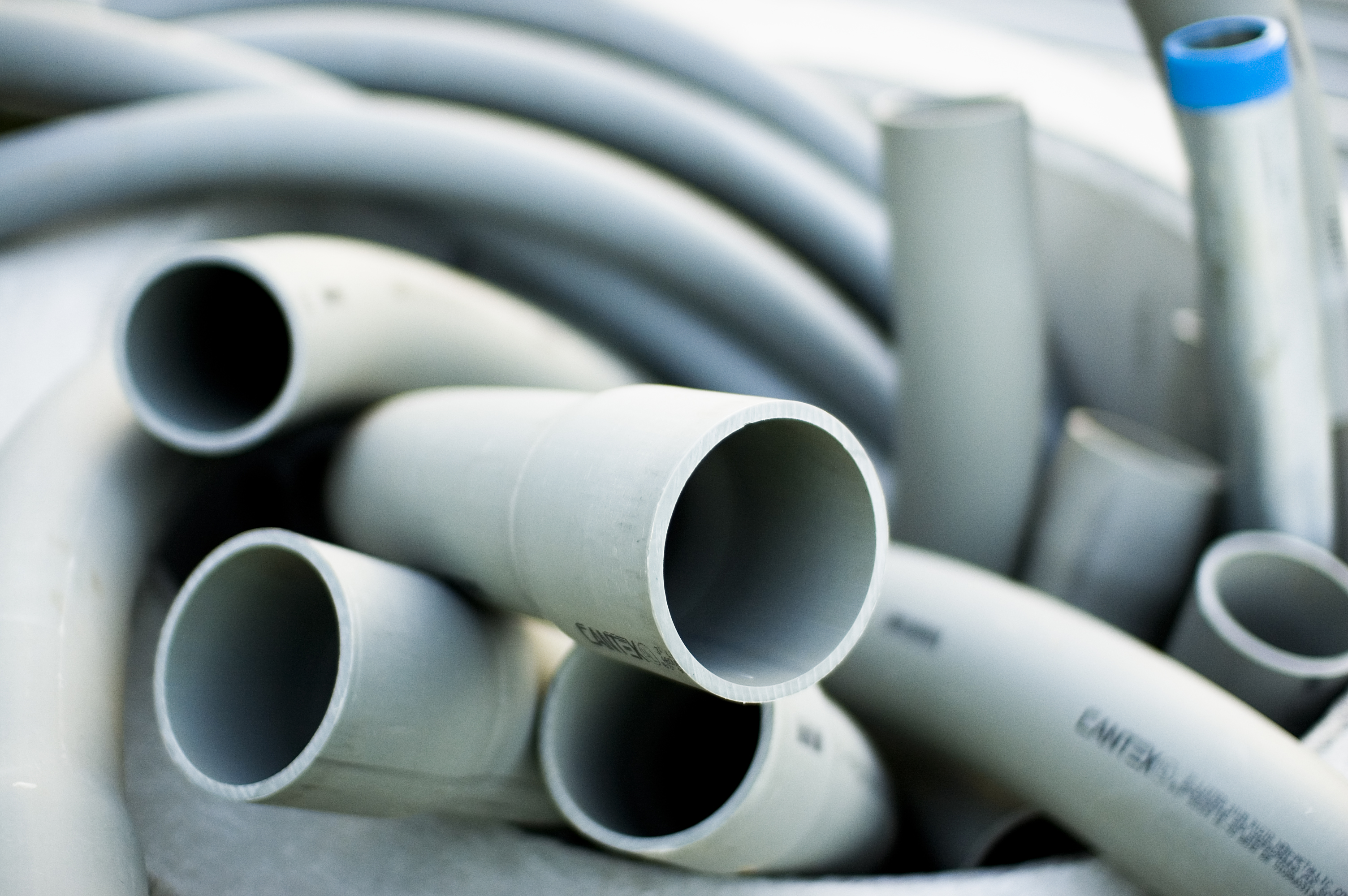
Tuyaux en PVC extrudé.

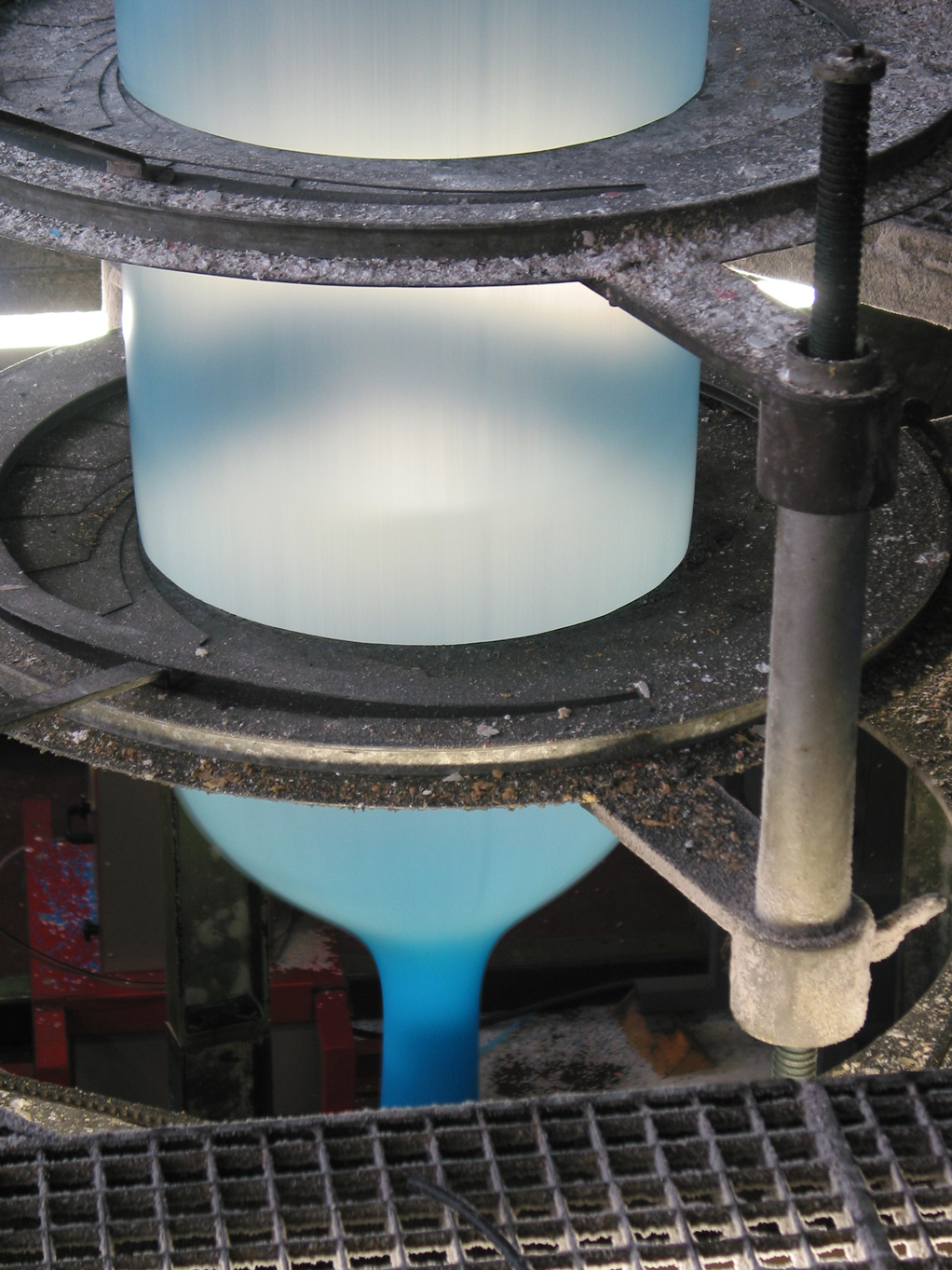
Extrusion-gonflage : formation d’une bulle cylindrique verticale, pour la production de films.

En plasturgie, les produits en matière plastique sont souvent fabriqués par extrusion. À partir d'un matériau sous forme de granulés ou de poudre, le plus souvent thermoplastique, on produit en continu des pièces de grande longueur : profilés pour portes et fenêtres, tuyaux, câbles, tubes, feuilles, films, fibres textiles, plaques, joncs, etc.
Les producteurs de matières plastiques ont développé des nuances adaptées à l'extrusion pour tous les types de polymères. Un polymère avec une masse molaire élevée et une structure amorphe est préféré pour l'extrusion. Pour l'extrusion-gonflage, une large distribution de masses molaires est requise.

## Principe de l'extrusion des plastiques
L'extrudeuse, parfois nommée boudineuse, comprend un fourreau cylindrique chauffant (thermorégulé) à l'intérieur duquel tourne une (ou deux) vis sans fin alimentée(s) à travers des doseurs par des trémies d’alimentation en granulés ou en poudre.
Le fourreau est composé de plusieurs modules fermés ou équipés d’un orifice d’alimentation ou de dégazage.
La vis est caractérisée par sa longueur (L) et son diamètre (D) ainsi que par le ratio de ces deux paramètres (L/D). La vis est constituée d’un ensemble d’éléments de vis assemblés sur un arbre cannelé.
La vis malaxe, compresse, cisaille, échauffe et transporte en continu la matière fluidifiée et homogène vers la filière. Celle-ci conférera à la masse plastifiée la forme désirée.
Pour la fabrication de films plastiques (film étirable, sac poubelle...), le matériau passe à travers une filière à entrefer fin, de manière à former un extrudat de quelques dixièmes de millimètres d'épaisseur.
Dans le cas de la fabrication de profilés, l'extrudeuse est généralement suivie d'un bac de calibrage qui ajuste la pièce aux tolérances recherchées. La mise aux dimensions se fait à l'entrée du bac via un calibrateur lubrifié, ensuite la pièce est refroidie par échange thermique avec un flux d'eau circulant.
Cette opération peut faire appel à plusieurs techniques dont le choix est déterminé notamment par les dimensions de la pièce à réaliser.

## Extrusion-gainage
La technique d'extrusion-gainage permet de recouvrir les conducteurs électriques d'au moins une couche de matériaux polymères (PVC, HDPE, fluoropolymère, etc.) pour les isoler. L'installation qui applique une matière plastique sur un conducteur s'appelle une ligne d'extrusion. Une ligne d'extrusion simple est composée de plusieurs accessoires, souvent onéreux :
- d'une machine qui déroule le conducteur nu, le dévidoir ;
- d'une ou plusieurs extrudeuses qui appliquent le plastique sur le conducteur ;
- d'un bac de refroidissement ;
- d'un cabestan ;
- d'une machine qui enroule le fil isolé sur une bobine, le bobinoir.

Schéma d'extrusion-formage.

## Extrusion-formage
La matière est extrudée sous forme de nappe et mise aussitôt en forme par une technique analogue au thermoformage. Cette technique est adaptée aux grandes séries et à la fabrication de pièces de grandes dimensions (éléments de carrosserie, bateaux, valises, carters, pots, barquettes, etc.).

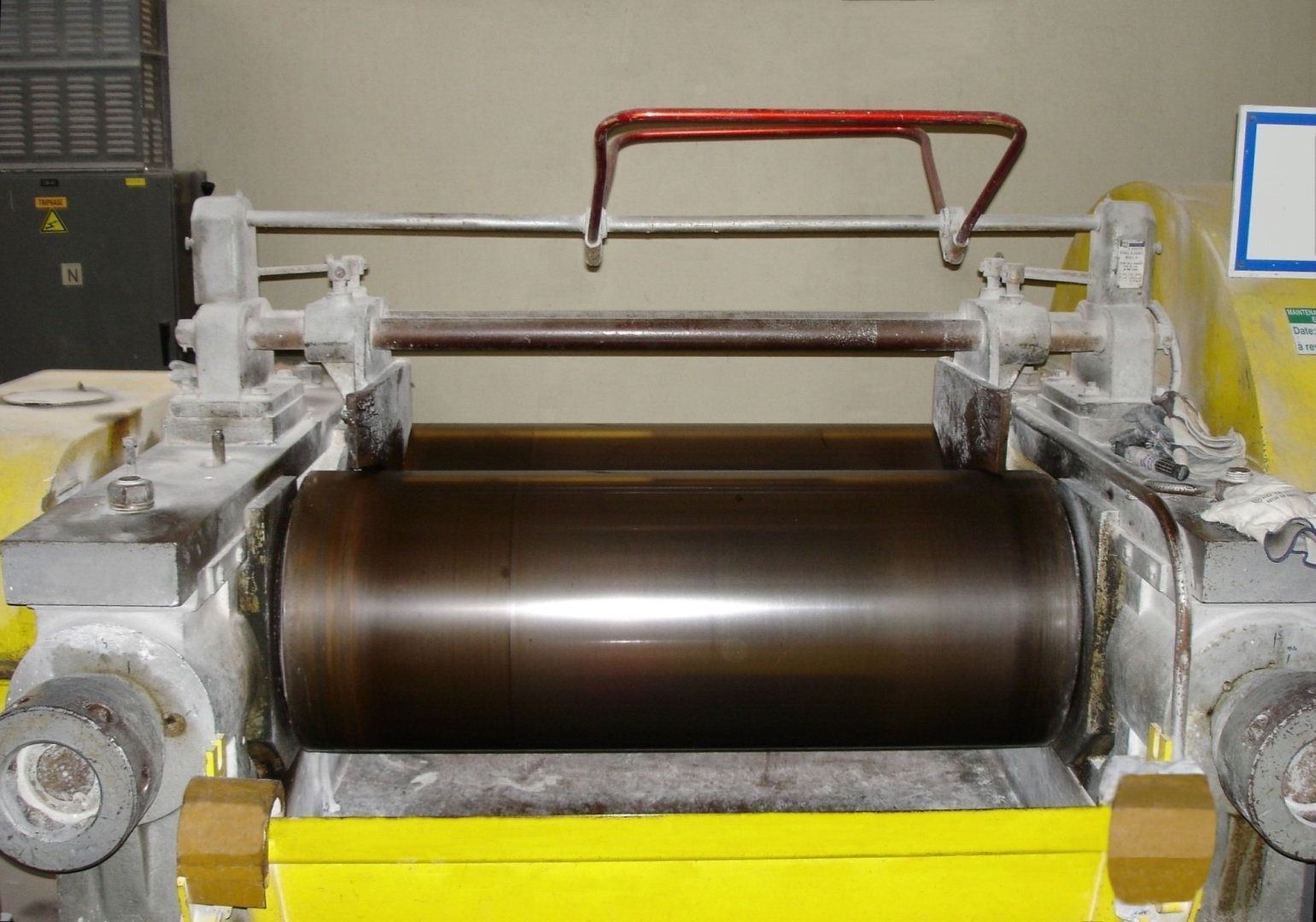
Des rouleaux de calandrage.

## Extrusion-calandrage
Cette méthode se prête à la fabrication de feuilles et de plaques.

## Extrusion en filière plate
Cette extrusion dite cast permet de tirer des films plastiques en faibles épaisseurs, de 7 jusqu'à 30 µm.
Réalisation de plaques extrudées de 1 mm à 10 mm en général. Les longueurs peuvent être de 2 m et plus, la largeur maximale dépend de la filière plate.
Les extrudeuses coûtent plusieurs millions d'euros.

## Extrusion-soufflage

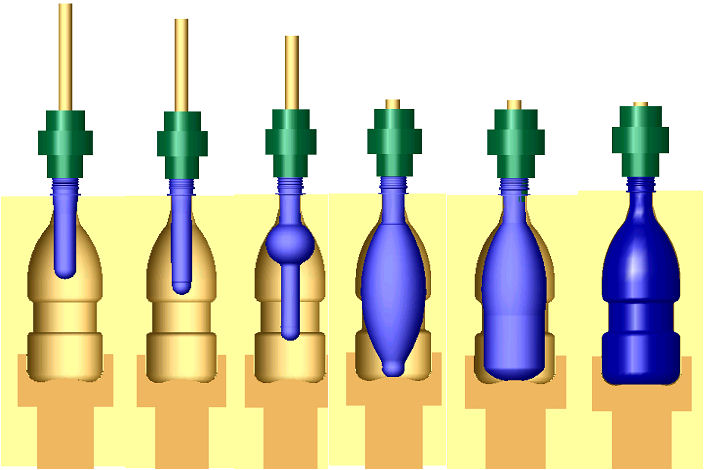
Processus de soufflage.

Il s'agit de gonfler un tube (paraison) obtenu par extrusion, en y insufflant de l'air ou un gaz inerte pour que la matière fluide vienne se plaquer contre les parois du moule de soufflage constitué de deux demi-moules. Cette technique permet de mouler en discontinu des corps creux (récipients tels que réservoirs, bouteilles et flacons).  (attention, l'image de droite représente une préforme pour le procédé d'injection-soufflage et non pas une paraison pour l'extrusion-soufflage).

## Extrusion-gonflage
On forme dans un premier temps une paraison à paroi mince. Après gonflage (la bulle est souvent spectaculaire) et refroidissement, on obtient des films (sacs plastiques en PE, PP...). À la différence de l'extrusion-soufflage, ce procédé n'utilise pas de moule.

## Filage

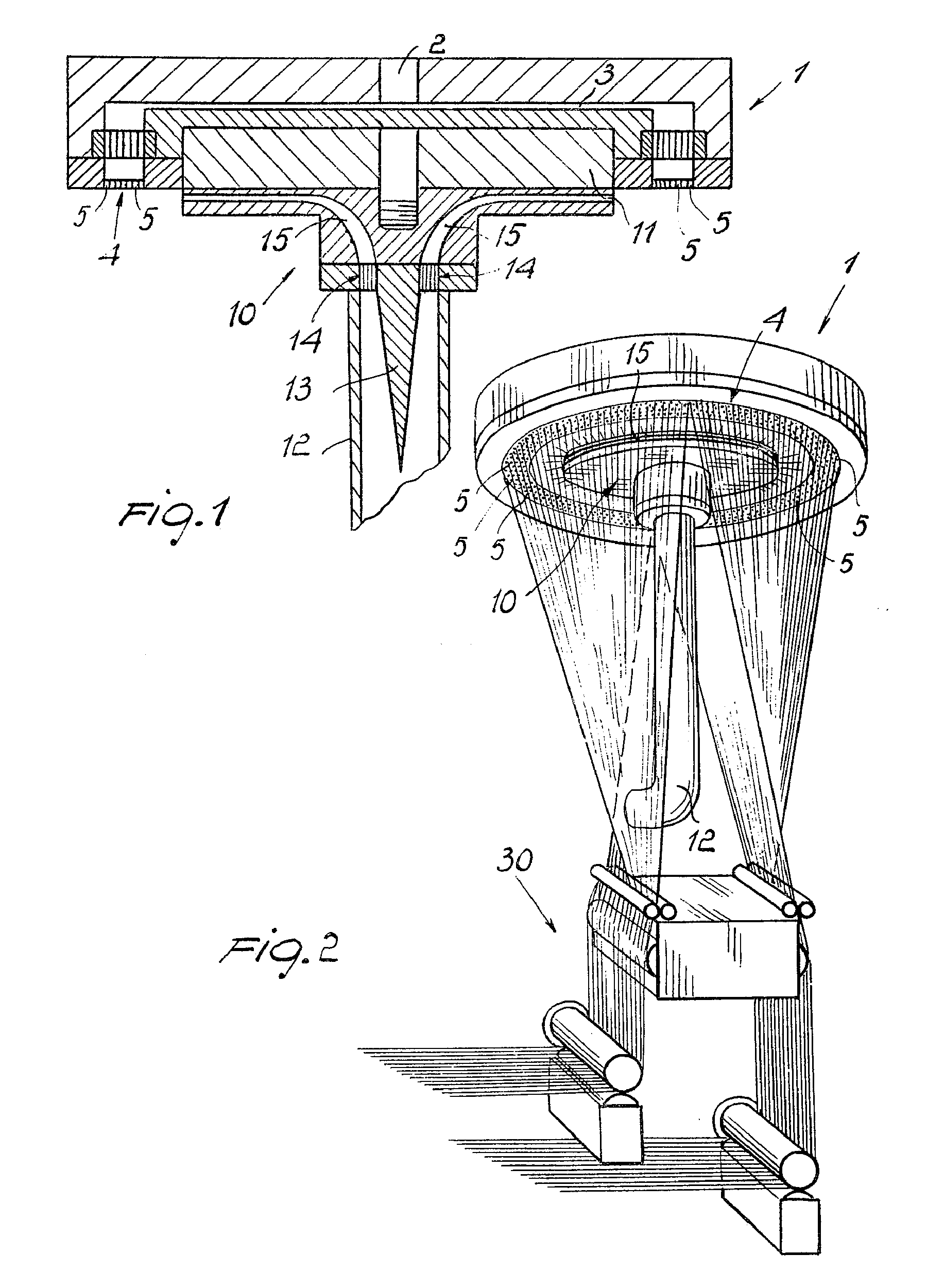
Filière de type multi-trous (5) et tête de filage.

Trois techniques de filage des polymères sont connues :
- filage d'un polymère en granulés : filage à l'état fondu ;
- filage d'un polymère en solution : filage par voie humide ;
- filage par voie sèche.

Ces techniques utilisent des filières comportant plusieurs dizaines de trous. L'étirage longitudinal après refroidissement des fils continus est très important (jusqu'à 500 %). En général, la vitesse d'étirage est légèrement supérieure à la vitesse de la matière en sortie de filière. Cet étirage longitudinal aligne les chaînes moléculaires, ce qui améliore nettement les propriétés mécaniques (rigidité, résistance à la déformation dans l'axe d'étirage...) du matériau. La technique de filage du polymère à l'état fondu est la plus utilisée. Elle est employée pour l'élaboration de fibres textiles en PE, PP, PA et PET.

## Coextrusion
Plusieurs vis d'extrusion alimentent une filière pour coextruder jusqu'à neuf couches de polymère, chacune ayant ses qualités propres. Par exemple, obtention pour l'emballage alimentaire de films multicouches à effet barrière au dioxygène, responsable de l'oxydation des produits frais ou cuisinés (un emballage en PE est perméable au dioxygène).

## Extrusion assistée eau
Le principe de l'extrusion assistée eau est identique au principe de l'extrusion classique. La différence étant l'ajout d'une pompe à injection d'eau au niveau de la ou les vis. L'ajout d'eau est pour l'instant utilisé pour la mise en œuvre de composites. La présence d'eau permet une meilleure dispersion et homogénéisation des composants du mélange.

## Extrusion-enroulement
Les granulés sont extrudés à haute température sous forme d'une bande. Cette dernière s'enroule alors directement autour d’un mandrin qui joue le rôle de matrice. Le Polyéthylène Haute Densité (PEHD) et polypropylène (PPH) fusionnent naturellement à chaud pour former une virole. Cette technique permet de fabriquer des cuves de stockage, monobloc, sans soudure. Elles sont donc très résistantes et sont utilisées dans l'industrie pour contenir des produits corrosifs tels que les acides et la soude caustique.